# Walter Gutmann

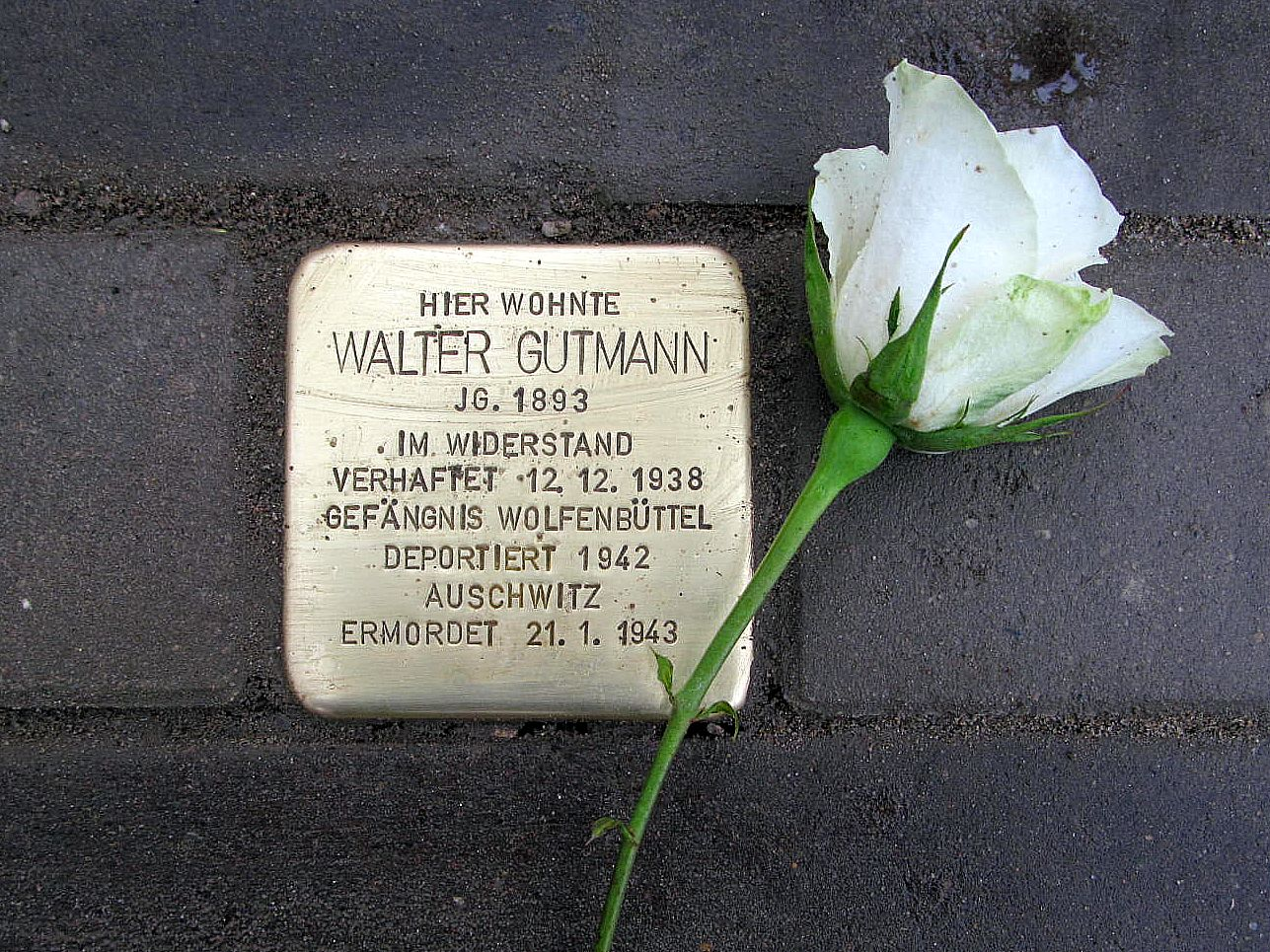
Stolperstein für Walter Gutmann

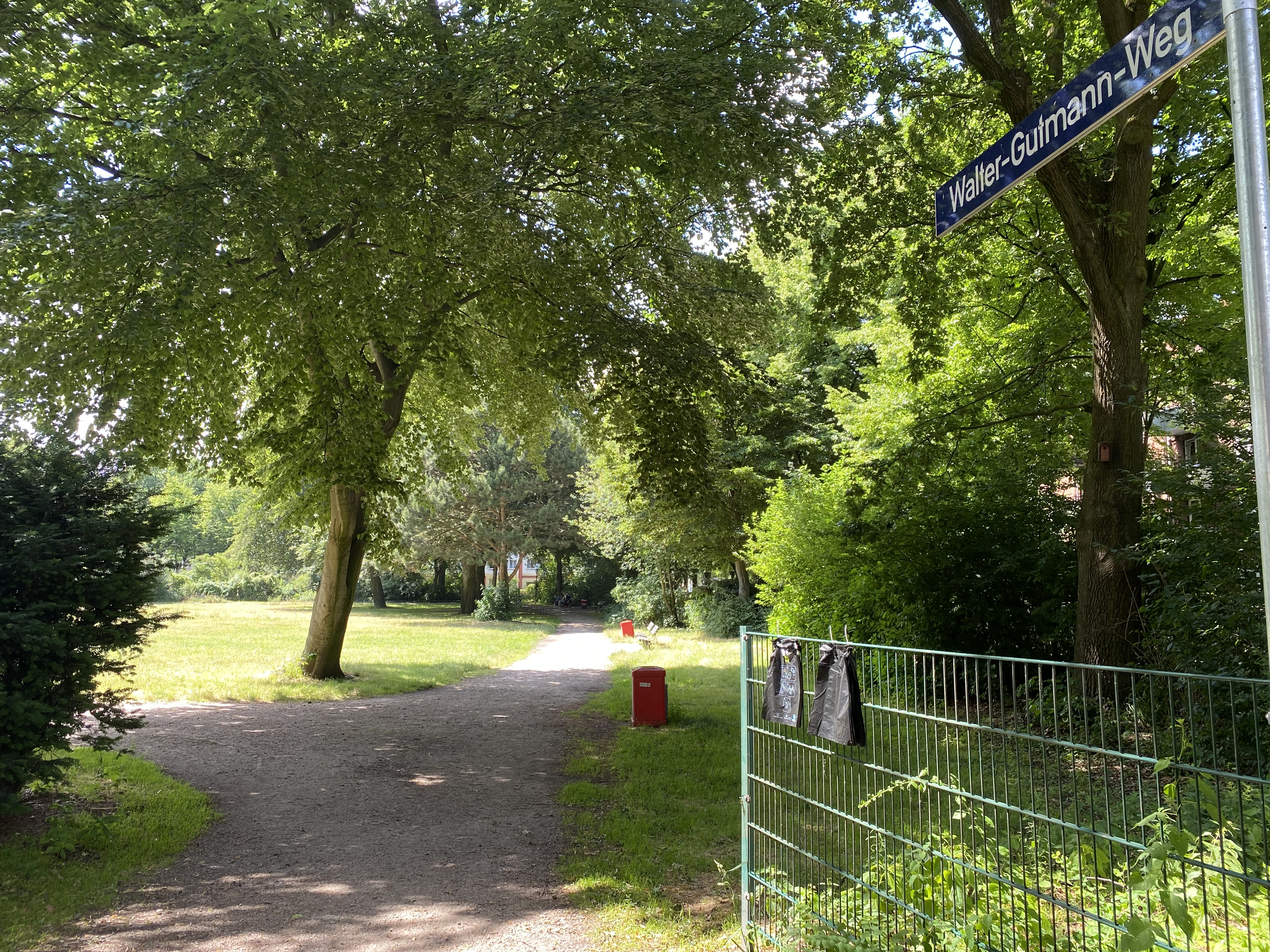
Walter-Gutmann-Weg

Walter Gutmann (geboren am 22. Januar 1893 in Hamburg; ermordet am 21. Januar 1943 im KZ Auschwitz) war ein deutsch-jüdischer Kaufmann und Widerstandskämpfer gegen den Nationalsozialismus. 

## Leben
Walter Gutmann stammte aus einer Familie von Tuchhändlern, die seit Generationen zunächst als sog. Schutzjuden in Fürth und ab 1805 in Hamburg lebte. Sein Vater Hermann war Schneidermeister im noblen Stadtteil Rotherbaum. Nach dem Realschulabschluss absolvierte Walter Gutmann eine kaufmännische Ausbildung und nahm wie zwei seiner Brüder als Freiwilliger am Ersten Weltkrieg teil. 1916 geriet er bei Verdun in französische Kriegsgefangenschaft, aus der er 1920 zurückkehrte. 
Nach Tätigkeiten in Frankfurt am Main und Erfurt, wo er als Prokurist in einer Samengroßhandlung gearbeitet hatte, kehrte Gutmann 1926 nach Hamburg zurück und ließ sich im Horner Weg im Stadtteil Hamm nieder. Bereits 1923 hatte er Else Deutschländer geheiratet, ihre gemeinsame Tochter Hilde wurde 1925 geboren. In Hamburg versuchte Gutmann als Selbständiger Fuß zu fassen, wirtschaftliche Schwierigkeiten und seelisch-nervliche Kriegsfolgen führten jedoch 1933 zur Scheidung der Ehe. 
Nach den Novemberpogromen 1938 emigrierten Gutmanns Frau und Tochter in die USA, seine Mutter und Geschwister hatten Deutschland bereits 1936 Richtung Neuseeland verlassen. Gutmann selbst weigerte sich ins Exil zu gehen, da er sich als Deutscher fühlte und als ehemaliger Frontkämpfer noch 1934 das von Hindenburg gestiftete Frontkämpferehrenkreuz erhalten hatte. Er hatte sich jedoch frühzeitig intensiv mit Hitlers Mein Kampf beschäftigt und begann, Flugschriften zu verfassen und per Post ins In- und Ausland zu verschicken. Als Empfänger wählte er zum einen Verwandte und ehemalige Geschäftskontakte, andere wählte er willkürlich aus Adressbüchern aus. Obwohl die Postzensur mehr als 600 Sendungen abfing, erreichten einige doch ihre Empfänger, darunter Verwandte in Auckland, die sie an die Zeitung New Zealand Herald weitergaben, wo sie am 24. Januar 1939 veröffentlicht wurden.
Gutmann selbst war bereits am 12. Dezember 1938 nach einem fehlgeschlagenen Suizidversuch von der Gestapo verhaftet und zunächst im Polizeigefängnis Fuhlsbüttel inhaftiert worden. Im Mai 1939 wurde er einem Sondergericht wegen Volksverhetzung nach dem Heimtückegesetz zu viereinhalb Jahren Gefängnis verurteilt und in die Haftanstalt Wolfenbüttel überstellt. Am 19. Dezember 1942 wurde er mit anderen jüdischen Häftlingen nach Auschwitz deportiert, wo er dem offiziellen Totenbuch zufolge am 21. Januar 1943 angeblich an „Herzasthma“ verstarb. 

## Gedenken
Seit dem 20. November 2019 erinnert ein Stolperstein im Horner Weg in Hamburg-Hamm an Walter Gutmann; ein weiterer im Hellkamp 39 in Eimsbüttel. 
Im Mai 2023 wurde auf Beschluss der Bezirksversammlung Hamburg-Mitte der Walter-Gutmann-Weg ebenfalls in Hamm nach ihm benannt.